# Baal (2004)
Baal ist ein Fernsehfilm von Uwe Janson aus dem Jahr 2004. Er beruht auf dem gleichnamigen Theaterstück von Bertolt Brecht.

## Handlung
Baal ist ein lebenshungriger junger Musiker, der seine lyrischen Texte selber schreibt und viel Anerkennung in Künstlerkreisen erhält. Entsprechend exzentrisch benimmt er sich. Er trinkt viel Alkohol, raucht und nimmt es mit den Frauen auch nicht sehr genau. Als Proberaum dient ihm eine alte Werkstatt, in der er mit seinen Freunden musiziert und sich die Zeit vertreibt. Fallen ihm neue Texte ein, schreibt er sie kurzerhand an die Wand.
Im Zuge seiner Frauengeschichten nimmt er sich eines Tages eine wildfremde dunkelhäutige junge Frau mit in seine Unterkunft. Sophie scheint fasziniert von Baal, so wie auch er von ihr inspiriert wird zu neuer Lyrik. Da er nun eine feste Geliebte hat und Geld braucht, wendet er sich an John, der ihm ein Engagement gibt. Baal genießt die Zeit mit Sophie, doch gerät er sehr bald in Streit mit John. Baal, der seinen Tagesablauf sonst selbst bestimmt, ist nun gezwungen, feste Regeln einzuhalten. Das fällt ihm sichtlich schwer. Bei einem der abendlichen Auftritte provoziert er das Publikum und verlässt das Lokal. Er flüchtet zu Ekart, seinem besten Freund. Doch hat John ihm die Polizei nachgeschickt, die ihn einsperrt. In der Zelle versucht ihm ein Geistlicher, den richtigen Weg zu zeigen, damit seine Seele gerettet würde, doch Baal will nichts davon wissen. Ekart amüsiert sich derweil mit Sophie, da Baal ihn darum gebeten hatte, weil er ihrer überdrüssig geworden ist. Obwohl Sophie mittlerweile von Baal schwanger ist, verlässt er sie und zieht mit Ekart durch die Lande. Im Wald treffen sie auf drei Holzfäller, die ihren toten Kollegen Teddy betrauern, der gerade von einer Eiche erschlagen wurde. Nach intensiver Unterhaltung und auch Streit mit ihnen zieht er mit Ekart weiter und sie genießen den sonnigen Tag. Baal freut sich, die Sonne auf der Haut zu spüren und atmen zu können, lediglich Hunger plagt beide. Das hält sie aber nicht davon ab, ihre Späße zu treiben und Bier zu trinken. Für die Nacht suchen sie sich in einer Obdachlosenunterkunft ein Quartier. Bei der Unterhaltung mit den Bewohnern prophezeit ihm der Bettler Beggar ein Unglück. Auch die Obdachlose Gougou spricht über den Tod, dass es eigentlich das Paradies sei, endlich alles hinter sich zu haben. Baal will umgehend weiterziehen, doch Ekart will bleiben und sich erst einmal satt essen. Am nächsten Tag führt sie ihr Weg durch einen Wald zu einem Dorf, wo gerade ein Fest gefeiert wird. Baal wirft sich sofort in das Tanzgewimmel und Ekart hat nur Augen für ein Mädchen. Dennoch ziehen sie weiter, träumen durch den Tag und kommen sich körperlich nah. In seinen dichterischen Phasen philosophiert Baal immer wieder über den Tod.
In einer Kneipe treffen sie sich mit Luisa und Johanna, die inzwischen eine reiche Witwe ist. Sie trinken den ganzen Abend zusammen und tauschen ihre Phantasien aus. Baal und Ekart kämpfen zunächst spielend miteinander, wie sie es schon sehr oft getan haben. Doch Baal verletzt seinen Freund tödlich mit einem Messer, woraufhin auch er verletzt wird und in eine Waldhütte flüchtet. In seinem Todeswahn sieht er die drei Holzfäller vor sich. Er bittet darum, dass sie bei ihm bleiben sollen. Er wolle nicht allein sterben. Doch sie kümmern sich nicht darum und verschwinden wieder. Mit letzter Kraft schleppt Baal sich vor die Hütte und stirbt unter freiem Himmel.

## Produktionsnotizen
Baal wurde in Berlin, im Harz und in der Märkischen Schweiz gedreht. Der Film hatte am 15. Februar 2004 bei den Internationalen Filmfestspielen Berlin Premiere.

## Kritik
„In die Gegenwart transformierte ambitionierte Verfilmung von Bertolt Brechts gleichnamigem Theaterstück über einen jungen Künstler, der als Genie verehrt wird, sich aber einer Vereinnahmung durch den Kunstbetrieb entziehen will und durch seine Lebensgier nicht nur Frauen, Freunde und Mäzene zugrunde richtet, sondern am Ende auch sich selbst.“